# Ragn-Sells
Ragn-Sells är en privatägd företagskoncern i miljö- och återvinningsbranschen. Erik Sellberg är styrelseordförande och Lars Lindén är koncernchef. Ragn-Sells är verksamma i fyra länder.

## Historik
Ragn-Sells historia kan följas tillbaka till år 1881 då Amandus Zakarias Leonard Sellberg startade "Sellbergs häståkeri" på Odengatan 45 i Stockholm. Förleden "Ragn" i firmanamnet härrör från Ragnar Sellberg (1902-1995), son till Zakarias Leonard Sellberg, som 1928 startade sophämtning hos villaägare i Sollentuna. Verksamheten pågick parallellt med åkeriet i Stockholm. Han bodde då på Väderholmens gård som fortfarande är Ragn-Sells huvudkontor. År 1933 blev Ragnar Sellberg VD i företaget "Sellbergs" som främst var verksam i åkeribranschen medan avfallshanteringen var då en mindre del trots att man var störst i Sverige på renhållning.
År 1966 bildades företaget "AB Norrtrim" som enbart sysslade med renhållning. 1968 bytte "AZ Sellbergs Åkeri AB" och "AB Norrtrim" namn till "Ragn-Sells AB" med Ragnar Sellberg som VD. En befattning som han innehade till 1973 då han blev styrelseordförande.